# サイチョウ
サイチョウ (犀鳥、学名: Buceros rhinoceros) は、鳥綱サイチョウ目サイチョウ科サイチョウ属に分類される鳥類。名前の由来は頭部にある角質の鶏冠がサイの角を連想させることにあり、学名のrhinocerosもサイを意味している。別名ツノサイチョウ。

## 分布
インドネシア（ジャワ島、スマトラ島、ボルネオ島）、フィリピン、タイ王国南部、ブルネイ、マレーシア、シンガポール。

## 形態
全長はオスで110-160 cm、メスは少し小さめで90cm程度。下向きに湾曲した大きな嘴と、その嘴の長さにほぼ等しい位のカブト状突起を持つ。羽毛は全体的に黒主体で、腹部と腿は白く、尾羽は白と黒の駁文様。雌雄同色だが、オスは虹彩が赤く、メスは虹彩が白く目の周囲に赤いアイリングがある。

## 分類
以下の亜種の分類は、IOC World Bird List(v 10.2)に従う。
Buceros rhinoceros rhinoceros Linnaeus, 1758
マレー半島南部、スマトラ島
Buceros rhinoceros borneoensis Schlegel & Müller, 1845
ボルネオ島
Buceros rhinoceros silvestris Vieillot, 1816
ジャワ島

## 生態
標高1,400メートル以下にある自然林や二次林・沼地林などに生息する。低地や山地の鬱蒼とした森林に単独かつがいで暮らす。但し、食料が安定して多量得られる場所には複数が一時的に群れを形成する事もある。樹上生活者であり地上には殆ど降りない。樹から樹へ移動する時でさえ枝伝いに跳躍するか、或いは飛んで移動する。長距離を飛行する際に非常に大きな羽音を立てる事で知られる。その鳴き声はラッパのようである。
主に果実を食べるが、昆虫、爬虫類、両生類、鳥類の卵なども食べる。
大木の洞を巣とし、メスの巣篭もりの際、オスが巣の入り口を泥で塗り固めてしまう習性がある。これは本種に限らず大多数のサイチョウ科鳥類に見られる習性で、産卵・育雛に携わるメスの安全を確保する為だと考えられている。泥の壁には呼吸や給餌の為の小さな隙間を開け、オスが餌を運んでメスと雛を養う。

## 人間との関係
森林伐採や農地開発による生息地の破壊、食用や装飾用・商取引用の狩猟・採集などにより生息数は減少している。1975年のワシントン条約発効時から基亜種が、1990年には種として、1992年にはサイチョウ属単位でワシントン条約附属書IIに掲載されている。